# SEAMOのA天狗ショープリーズ
- 静岡エフエム放送 > K-MIX 8×8 > SEAMOのA天狗ショープリーズ
- 岐阜エフエム放送 > musicQ > SEAMOのA天狗ショープリーズ

『SEAMOのA天狗SHOWプリーズ』（シーモのてんぐショーブリーズ

）は、静岡エフエム放送（K-MIX）で2005年4月から2007年3月まで放送されたSEAMO出演のラジオ番組である。

## 概要
2005年4月、番組枠「K-MIX 8×8」内で放送開始した。
2005年10月、旧岐阜エフエム放送がmusicQ枠でネット開始。
2007年3月、番組終了。
2007年4月から番組をリニューアル、JFNC制作「SEAMOの合格!天狗ゼミナール」（全国23局ネット）がスタートする（ただし、K-MIXでは放送されない）。

## 主なコーナー
- 下ネタ川柳
「天狗ゼミナール」にも引き継がれた。

## 過去のコーナー
- タイムアタック選手権
- もしもシーモ
- シモ子の部屋（「徹子の部屋」のパロディー）